# Новосамарськ
Новосама́рськ (рос. Новосамарск) — село у складі Кувандицького міського округу Оренбурзької області, Росія.
Стара назва — Новосакмарськ.

## Населення
Населення — 534 особи (2010; 587 у 2002).
Національний склад (станом на 2002 рік):
- росіяни — 45 %